# Celtis bifida
Celtis bifida är en hampväxtart som beskrevs av André Leroy. Celtis bifida ingår i släktet Celtis och familjen hampväxter. Inga underarter finns listade i Catalogue of Life.